# Második Stoltenberg-kormány
A második Stoltenberg-kormány Norvégiát 2005 és 2013 között irányító, Jens Stoltenberg vezette kormánya. 2005. október 17-én nevezték ki, és a Munkáspárt, a Szocialista Baloldali Párt, valamint a Centrumpárt koalíciója (az úgynevezett vörös-zöld koalíció) alkotja. A kormány tíz tagját a munkáspárt, ötöt a szocialisták, négyet pedig a centrumpárt ad. A 2005-ös választás után váltotta fel a második Bondevik-kormányt, amikor a három párt többséget szerzett a Stortingben. A 2009-es választáson megtartották többségüket, így az együttműködés folytatódott.
Ez az első kormány, amelynek tagja a Szocialista Baloldali Párt, és a II. világháború utáni átmeneti első Gerhardsen-kormány óta a második koalíciós kormány, amelyben szerepet vállal a Munkáspárt. Ez az első olyan kabinet, amelyben többségben voltak a női miniszterek, és az első, amelynek egy tagja nem nyugati kulturális hátterű.

## Fordítás
- Ez a szócikk részben vagy egészben a Stoltenberg's Second Cabinet című angol Wikipédia-szócikk ezen változatának fordításán alapul.  Az eredeti cikk szerkesztőit annak laptörténete sorolja fel. Ez a jelzés csupán a megfogalmazás eredetét és a szerzői jogokat jelzi, nem szolgál a cikkben szereplő információk forrásmegjelöléseként.

## Külső hivatkozások
- Jens Stoltenberg's Second Government, Norvég kormány (norvég (bokmål és nynorsk), számi, angol)

| Elődje: Második Bondevik-kormány | Második Stoltenberg-kormány 2005–2013 | Utódja: Erna Solberg-kormány |